# Radiofarmakon

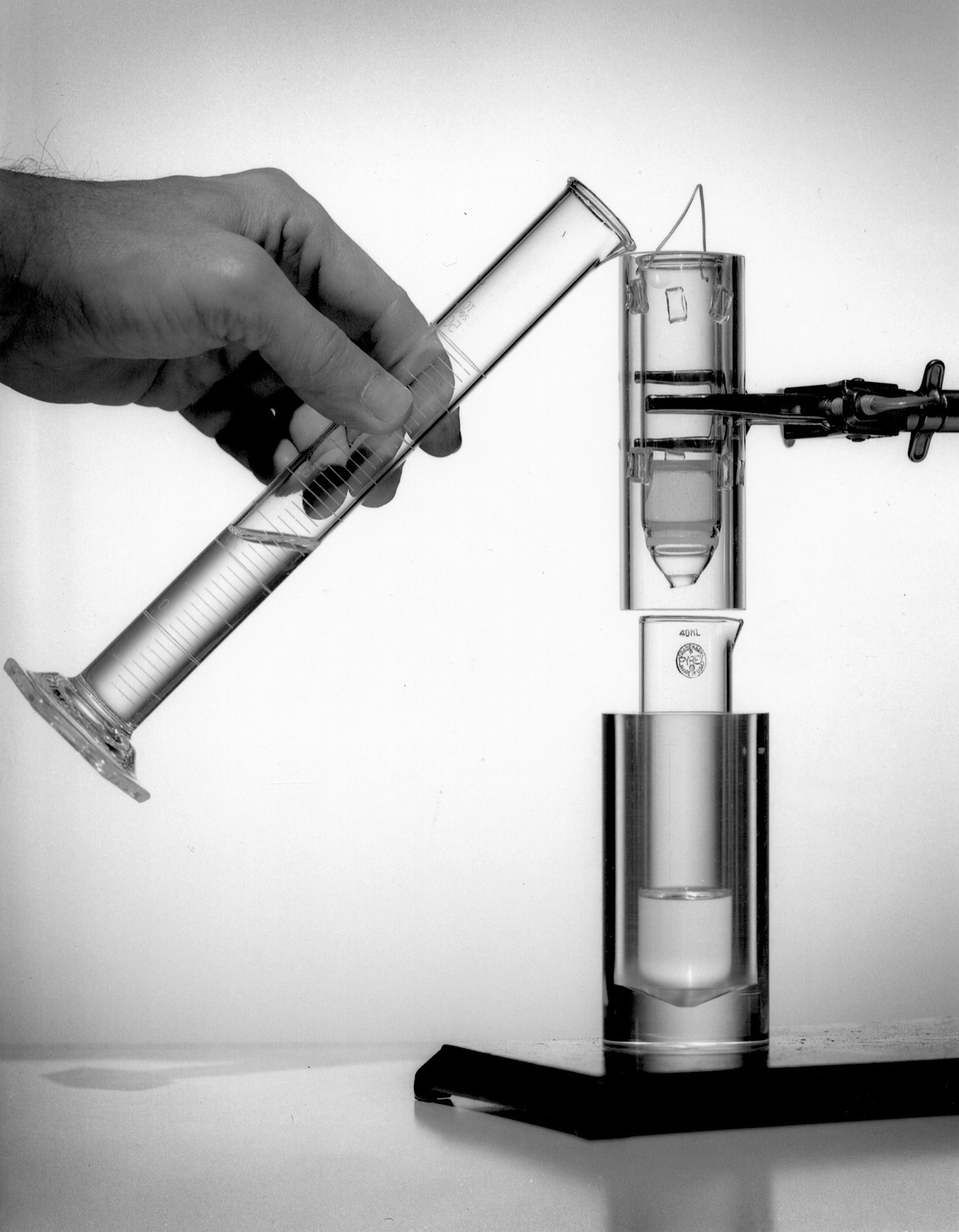
Az első Tc-99 generátor, 1958-ból. A Tc-99m pertechnetát oldatot kötött Mo-99-ről eluálják.

Radiofarmakonnak nevezünk minden olyan radionukliddal jelölt szerv-, szövet- vagy funkcióspecifikus vegyületet, melyet élő szervezetbe juttatva diagnosztikus, terápiás, illetve kutatási célokra használunk fel. A radiofarmakonokat gyógyászatban az orvostudomány egy külön ágazata, a nukleáris medicina alkalmazza.
Csoportosíthatjuk őket az általuk tartalmazott radioaktív izotóp szerint, ezek között megkülönböztethetünk gammasugárzókat, (például 99mTc), röntgensugárzókat, (például 201Tl), pozitron- és negatív bétasugárzókat (előbbire példa a 18F) , valamint alfasugárzókat (például 223Ra).

## Diagnosztika
A radionuklid által kibocsátott sugárzás típusa meghatározza, hogy milyen berendezéssel tudjuk vizsgálni a radiofarmakon dúsulását, eloszlását a szervezetben. A vizsgálat elméleti alapja a Hevesy György által kidolgozott nyomjelző (tracer) elv. Eszerint a szervezet bizonyos részeiben felhalmozódó radioaktív izotóp által kibocsátott sugárzást egy készülékkel regisztrálva információt kapunk a beadott radiofarmakon (tehát az izotóp és a hozzá kémiailag kötött molekula) eloszlásáról a szervezetben. Az erre alkalmas készülékek közül a leggyakrabban a PET-et, SPECT-et, illetve a gammakamerát alkalmazzák.

### Gyakran alkalmazott diagnosztikus radiofarmakonok
18F-FDG (fluorodezoxyglucose): pozitront emittáló (pozitív bétasugárzó) 18F izotóppal jelölt glükóz molekula. A szervezetben eloszlása (mivel a fluor mérete hasonló a szénéhez) megegyezik a glükóz eloszlásával, annyi különbséggel, hogy nem metabolizálódik teljesen. A magas glükóz felvételű szövetekben halmozódik fel, így a megnövekedett anyagcseréjű szöveteket tudjuk megjeleníteni vele (tumor, gyulladás). Elsősorban onkológiában, metasztázisok és primer tumorok keresésére, illetve egyes gyulladásos betegségek megítélésére alkalmas. A pozitron-elektron annihilációból származó monoenergetikus sugárzás megjelenítésre alkalmas eszköz a PET (illetve a PET-CT).
99mTc-sestamibi (MIBI): gammasugárzó technécium izotóppal jelölt kationos lipofil anyag. A sejthártyán passzívan, intracellulárisan pedig aktív transzporttal jut a mitokondriumba, ahol dúsul. Szív perfúziós szcintigráfiára, emlő daganatos betegségeinek diagnosztikájára (scintimammográfia) és mellékpajzsmirigy túlműködés (hyperparathyreoidizmus) differenciáldiagnózisára alkalmazzák. A vizsgálatok során alkalmazott berendezés szív perfúziós szcintigráfia esetén SPECT, illetve SPECT-CT, a másik két vizsgálat esetében pedig többnyire gammakamera.